# Campo Novo do Parecis
Campo Novo do Parecis is een gemeente in de Braziliaanse deelstaat Mato Grosso. De gemeente telt 23.784 inwoners (schatting 2009).